# Rode brulaap
De rode brulaap of aloeatta (Alouatta seniculus) is een grote Zuid-Amerikaanse apensoort uit het geslacht der brulapen (Alouatta). De wetenschappelijke naam van de soort werd gepubliceerd door Carl Linnaeus in 1766.

## Kenmerken

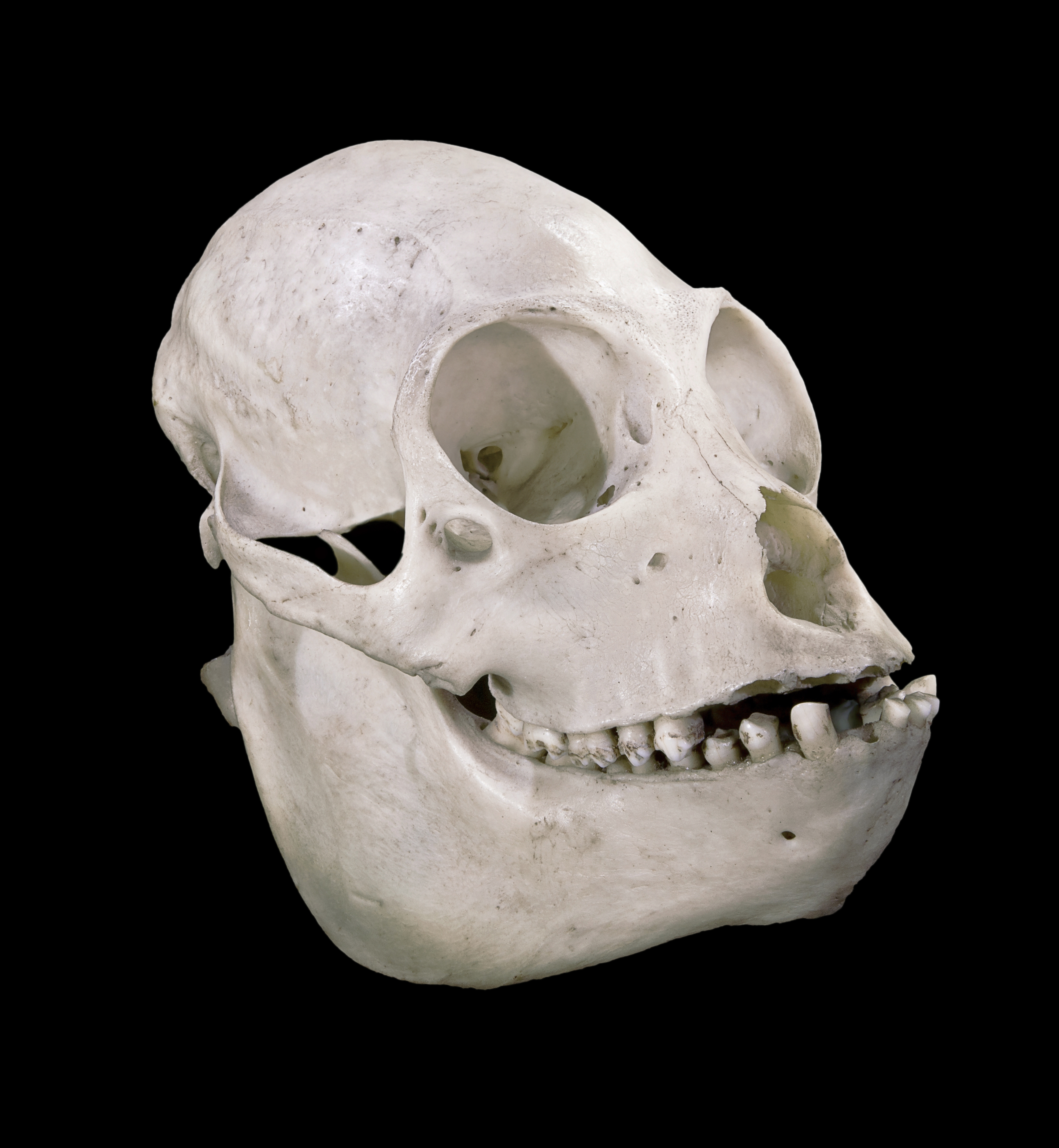
Schedel

De rode brulaap is een van de grootste soorten brulapen. Zoals zijn naam aangeeft, heeft de rode brulaap een oranjerode kleur. De buik is lichter van kleur. Over de keel loopt een baard, die bij de mannetjes donkerder gekleurd is dan bij de vrouwtjes.
De ledematen zijn sterk gebouwd. De handen zijn gebouwd op het leven in de boomtoppen. Van de vijf vingers aan iedere hand staan er twee apart. Deze zijn opponeerbaar. Hierdoor heeft de rode brulaap een stevige grip op de takken, maar kan hij vrij slecht kleiner voedsel vastpakken. Met de krachtige grijpstaart kan hij zich vasthouden aan takken en er zelfs met het volle gewicht aan hangen. De staart is aan de onderzijde, bij de punt, onbehaard en gevoelig, voor de betere grip.
Het strottenhoofd is aangepast om de luide brullen te kunnen voortbrengen. Zo is het tongbeen sterk vergroot en zijn er holten in het tongbeen en schildkraakbeen voor de resonantie. Het gebrul draagt wel tot 3 km ver.
Het mannetje is groter dan het vrouwtje. Het mannetje heeft een kop-romplengte van 51 tot 63 centimeter, een staartlengte van 57 tot 68 centimeter en een lichaamsgewicht van 5,4 tot 9 kilogram. Het vrouwtje heeft een kop-romplengte van 51 tot 63 centimeter, een staartlengte van 52 tot 68 centimeter en een lichaamsgewicht van 4,2 tot 7 kilogram.

## Verspreiding en leefgebied
De rode brulaap leeft in een aangesloten gebied in Colombia, Venezuela, de Guyana's, Oost-Ecuador, Noordoost-Peru en de Braziliaanse Amazone, van de Andes oostwaarts tot de Rio Madeira, evenals op het eiland Trinidad. In Bolivia leeft de verwante Boliviaanse rode brulaap (Alouatta sara). Hij bewoont verscheidene bostypen, zoals regenwouden, nevelwouden, beboste savannen, galerijbossen, secundair bos en mangroven.

## Ondersoorten
- Alouatta seniculus seniculus – (Linnaeus, 1766) – Komt voor in Colombia, oostelijk Ecuador, noordelijk Peru en in westelijk Venezuela.
- Alouatta seniculus juara – (Elliot, 1910) – Komt voor in westelijk Brazilië en oostelijk Peru.
- Alouatta seniculus puruensis – (Lönnberg, 1941) – Komt voor in westelijk Brazilië en zuidoostelijk Peru.

Soms worden deze ondersoorten als aparte soorten gerekend, maar uit een herziening van de indeling is gebleken dat dit ondersoorten zijn van Alouatta seniculus.
Verspreidingsgebieden van alle ondersoorten:

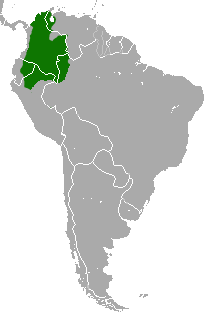
Alouatta seniculus seniculus
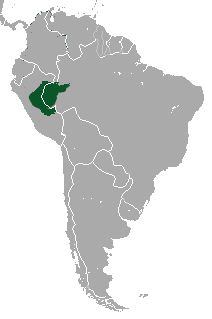
Alouatta seniculus juara
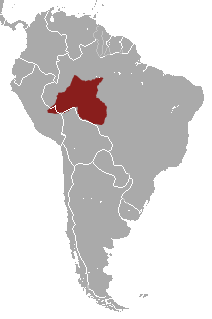
Alouatta seniculus puruensis

## Leefwijze
De rode brulaap leeft voornamelijk in de boomkruinen, waar hij zich voornamelijk over de stevigere takken beweegt. Ze verplaatsen zich van tak naar tak door te klimmen of te springen. De rode brulaap kan tot vier meter ver springen. Soms waagt de rode brulaap zich op de grond, zelfs door open gebied. Het is tevens een goede zwemmer, en in vloedbossen zwemt hij soms van boom naar boom.
De rode brulaap is overdag actief. Het dieet bestaat uit bladeren, vruchten als vijgen en jonge scheuten. In bladeren zit weinig energie, waardoor de rode brulaap er veel van moet eten, ongeveer één tot anderhalve kilogram per dag. De rode brulaap eet ook, meer dan andere brulapen, aarde. Hij rust driekwart van de dag. Slapen gebeurt in de hoogst aanwezige bomen.
De belangrijkste vijand voor de rode brulaap is de harpij. Ook mensen jagen op de soort, voor het vlees en de vacht.

## Sociaal gedrag
Hij leeft in groepen van drie tot zeventien, gemiddeld negen, soms tot vijftig dieren, voornamelijk uit harems, bestaande uit één dominant volwassen mannetje, twee tot vier volwassen vrouwtjes en enkele jongen. Meestal bestaat een groep uit vier tot zeven dieren. De volwassen dieren zijn niet aan elkaar verwant. Soms leven er nog één of twee volwassen mannetjes in een groep. Als een mannetje een groep overneemt van een ander mannetje, kan hij infanticide plegen, waarbij hij de jongen van zijn voorganger doodt. Dit is een van de belangrijkste doodsoorzaken onder jonge dieren. Vrouwtjes zijn namelijk eerder bereid om te paren als ze geen jongen hebben om voor te zorgen. Onderzoek in Venezuela heeft aangetoond dat groepsgrootte afhankelijk is van de hoeveelheid vijgen. In gebieden met weinig vijgen zijn de groepen veel kleiner dan in gebieden met veel vijgen. Het woongebied is vier tot vijfentwintig hectare groot en overlapt meestal met dat van andere groepen.
De rode brulaap dankt zijn naam aan het luide, brullende geluid dat de mannetjes voortbrengen, met behulp van het sterk verlengde tongbeen. Met dit geluid geven groepen brulapen aan elkaar door wat hun positie is. Op deze manier voorkomen ze energieverspillende confrontaties. Ook waarschuwen ze voor eventueel gevaar. Dit geluid is tot op een afstand van drie kilometer afstand te horen. De rode brulaap brult de gehele dag door.
De rode brulaap plant zich het gehele jaar door voort. Brulapen in Venezuela krijgen aan het begin van het regenseizoen, van mei tot juli, minder jongen dan in de rest van het jaar. De draagtijd duurt 20 weken. Er wordt over het algemeen één jong geboren, dat eerst op de buik, later op de rug wordt meegedragen. De zoogtijd duurt 18 tot 24 maanden. 80% van alle jongen overleeft het eerste jaar. Als de jonge dieren volgroeid zijn, verlaten ze de groep.